# Výbor Evropského parlamentu pro rozvoj
Výbor pro rozvoj (Commission du développement, DEVE) je výbor Evropského parlamentu odpovědný za podporu, provádění a sledování politiky rozvoje a spolupráce Evropské unie, zejména za rozhovory s rozvojovými zeměmi; pomoc rozvojovým zemím; a podporu demokratických hodnot, řádnou správu věcí veřejných a lidských práv v rozvojových zemích.
Výbor má třicet čtyři členů a stejný počet náhradních členů. Jeho současným předsedou, zvoleným 10. července 2019, je Tomas Tobé.

## Předseda
- 2019– : Tomas Tobé
- 2014–2019: Linda McAvanová
- 2009–2014: Eva Jolyová
- 2007–2009: Josep Borrell
- 1997–1999: Michel Rocard